# Dư Diêu
Dư Diêu (chữ Hán phồn thể: 餘姚市, chữ Hán giản thể: 余姚市, âm Hán Việt: Dư Diêu thị) là một thành phố cấp huyện thuộc địa cấp thị Ninh Ba, tỉnh Chiết Giang, Cộng hòa Nhân dân Trung Hoa. Thành phố Dư Diêu có diện tích 1527 km², dân số cuối năm 2005 là 825.800 người. Chính quyền nhân dân thành phố Dư Diêu đóng tại số 1, đường Bắc Lan Giang, nhai đạo Lan Giang. Mã số bưu chính của thành phố Dư Diêu là 315400. Về mặt hành chính, đến ngày 31/12/2005, thành phố xã Dư Diêu được chia thành 6 nhai đạo, 14 trấn, 1 hương. Các đơn vị này lại được chia ra thành 265 uỷ ban cư. 
- Nhai đạo: Phượng Sơn, Dương Minh, Lê Châu, Lan Giang, Lang Hà, Đê Đường.
- Trấn: Tiểu Tào Nga, Tứ Môn. Lâm Sơn, Hoàng gia Phu, Mã Hử, Mưu Sơn, Trượng Đình, Tam Thất Thị, Lục Phu, Hà Mỗ Độ, Lương Lông, Đại Lam, Tứ Minh Sơn, Đại Ẩn.
- Hương: Lộc Đình.